# Ljubljanski graf
Ljubljanski graf:32 je v teoriji grafov neusmerjeni dvodelni graf s 112 točkami in 168 povezavami.
Je kubični graf s premerom 8, polmerom 7, kromatičnim številom 2 in kromatičnim indeksom 3. Njegov notranji obseg je 10, v njem pa je točno {\displaystyle 2^{3}\cdot 3\cdot 7=168} ciklov dolžine 10. Graf ima tudi 168 ciklov dolžine 12.

## Konstrukcija
Ljubljanski graf je Hamiltonov graf in se ga lahko skonstruira iz zapisa LCF : [47, -23, -31, 39, 25, -21, -31, -41, 25, 15, 29, -41, -19, 15, -49, 33, 39, -35, -21, 17, -33, 49, 41, 31, -15, -29, 41, 31, -15, -25, 21, 31, -51, -25, 23, 9, -17, 51, 35, -29, 21, -51, -39, 33, -9, -51, 51, -47, -33, 19, 51, -21, 29, 21, -31, -39]2.
Ljubljanski graf je Levijev graf s konfugracijo Ljubljanskega grafa, konfiguracijo brez pravih kotov s 56 daljicami in 56 točkami. V takšni konfiguraciji vsaka daljica vsebuje točno 3 točke, vsaka točka pripada točno 3 daljicam in poljubni par daljic se seka v samo eni točki.

## Algebrske značilnosti
Grupa avtomorfizmov Ljubljanskega grafa je grupa reda 168. Ljubljanski graf je točkovnoprehoden, ne pa tudi povezavno. Graf ima avtomorfizme za vsak par točk, ne pa za povezave. Zaradi tega je Ljubljanski graf polsimetrični graf, tretji najmanjši kubični polsimetrični graf za Grayjevim grafom s 54 točkami in grafom Jofinove in Ivanova s 110 točkami.
Karakteristični polinom Ljubljanskega grafa je:
{\displaystyle (x-3)x^{14}(x+3)(x^{2}-x-4)^{7}(x^{2}-2)^{6}(x^{2}+x-4)^{7}(x^{4}-6x^{2}+4)^{14}\!\,.}

## Zgodovina
Članek o Ljubljanskem grafu so prvič objavili Brouwer, Dejter in Thomassen leta 1993 kot sebikomplementarni podgraf Dejterovega grafa.
Leta 1972 je Bouwer že govoril o kubičnem grafu s 112 točkami, točkovno-prehodnem, ne pa tudi povezavno, ki ga je odkril Foster, vendar ni objavil članka o njem. Conder, Malnič, Marušič, Pisanski in Potočnik so ga odkrili neodvisno leta 2002 in ga po Conderjevem predlogu imenovali po Ljubljani. Dokazali so, da gre za edini graf s takšno značilnostjo prehodnosti, ki ga je odkril že Foster.

## Upodobitve
- Kromatično število Ljubljanskega grafa je 2.
- Kromatični indeks Ljubljanskega grafa je 3.
- Alternativna upodobitev Ljubljanskega grafa.
- Ljubljanski graf je Levijev graf s to konfiguracijo.
- Ljubljanski graf z vloženim Heawoodovim grafom.